# فرودگاه توئیچل
فرودگاه توئیچل  (به انگلیسی: Twitchell Airport) یک فرودگاه همگانی با کد یاتا 3B5 است که یک باند فرود آسفالت دارد و طول باند آن ۶۴۱ متر است. این فرودگاه در کشور ایالات متحده آمریکا قرار دارد و در ارتفاع ۱۰۸٫۵ متری از سطح دریا واقع شده است.